# Francisco de Monforte
Francisco de Monforte (n. Imperio español, ca. 1642 – Asunción de la gobernación del Paraguay, Virreinato del Perú, 2 de agosto de 1691) fue un caballero de la Orden de Santiago y militar español, que ocupara el cargo de gobernador del Paraguay desde 1685 hasta su fallecimiento.

## Biografía
Francisco de Monforte habría nacido hacia 1642 en alguna parte del Imperio español, y posteriormente fue nombrado caballero de la Orden de Santiago. Fue designado como gobernador del Paraguay, por la real cédula de Aranjuez del 19 de abril de 1682, para un mandato de cinco años, pero asumió recién el 30 de octubre de 1685.
Su gobierno estuvo caracterizado por un fuerte sentido de humanidad, valor, desinterés y justicia, además de gozar de la simpatía de la población. Entre sus obras principales edificó una nueva iglesia catedral para Asunción, organizó dos expediciones comandadas por el maestre de campo Juan de Vargas Machuca contra los guaycurúes, a quienes los venció con auxiliares guaraníes.
En 1688 envió otra expedición contra los mamelucos portugueses que se habían apoderado de la antigua villa de Santiago de Jerez, que resultó en un exitoso desalojo más allá del Mbotetey. Finamente el gobernador Francisco de Monforte falleció en la ciudad de Asunción, capital de la gobernación del Paraguay la cual a su vez era una entidad autónoma del Virreinato del Perú, el 2 de agosto de 1691.